# بالیچی
بالیچی (به صربی: Balići) یک روستا در صربستان است که در پریژپولجه واقع شده‌است. بالیچی ۴۳۴ نفر جمعیت دارد.